# Forráskút
Forráskút es un pueblo húngaro perteneciente al distrito de Mórahalom, condado de Csongrád-Csanád.

## Superficie
Cuenta con una superficie de 36,67 km².

## Demografía
Hasta 2024 la población era de 1977 habitantes, con una densidad de población de 53,91 hab/km².
| Gráfica de evolución demográfica de Forráskút entre 2020 y 2024 |
|                                                                 |
| Datos según la Oficina Central de Estadística de Hungría.       |